# Bajos de Argüelles

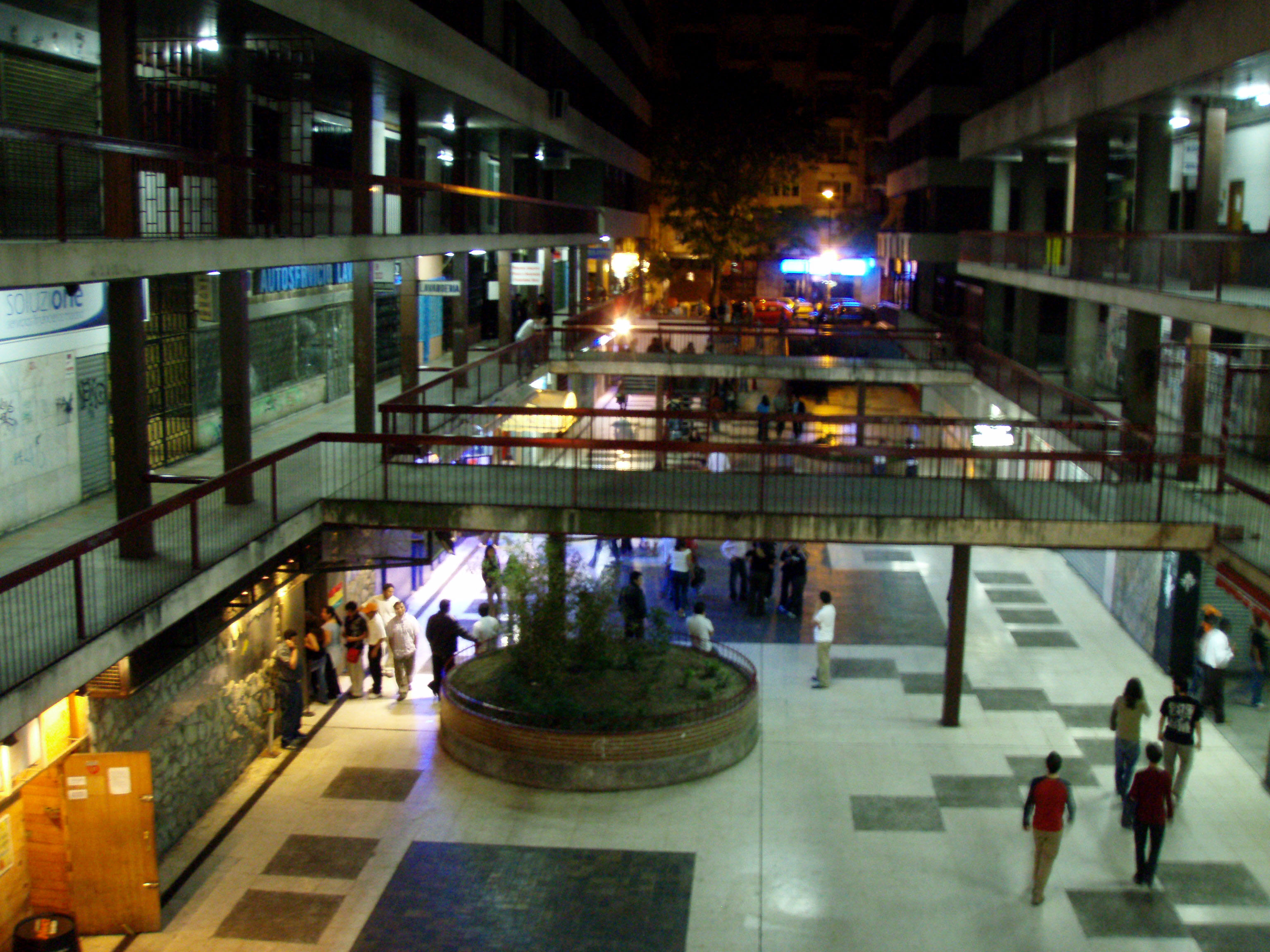
Bajos de Argüelles en 2007.

Los Bajos de Argüelles o Bajos de Aurrerá es una zona situada en el barrio de Gaztambide, en el distrito de madrileño de Chamberí. En concreto se localiza en la manzana delimitada por las calles de Andrés Mellado, Gaztambide, Meléndez Valdés y Fernando El Católico. La zona ha llegado a ser considerada «el corazón del heavy y el rock en Madrid».

## Historia

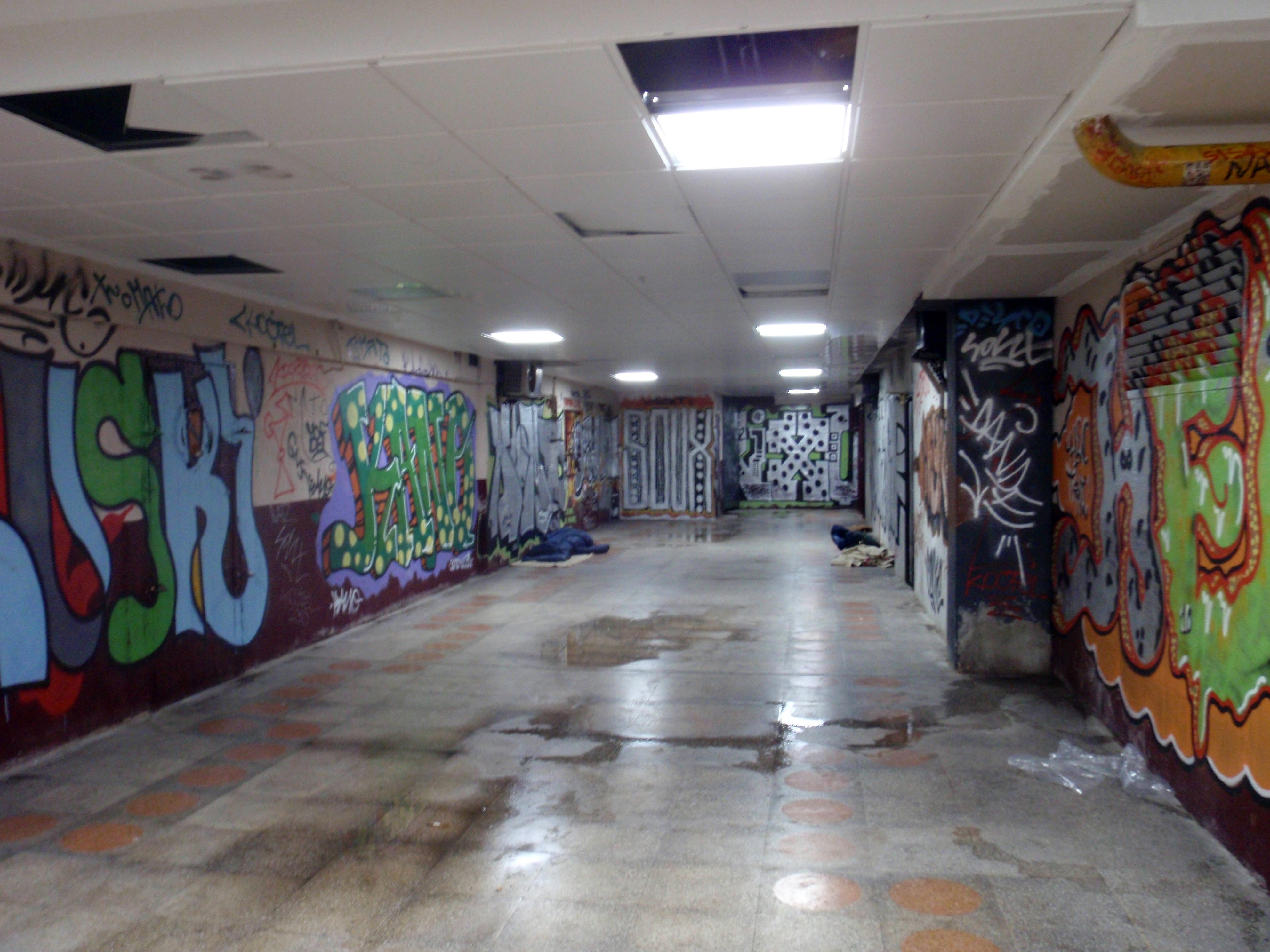
Grafitis en los Bajos

Su época de mayor auge fueron los años 80, durante la Movida, y también los 90, época durante la cual existieron hasta 58 locales abiertos. Proliferaron «como setas» y en referencia a aquella época han sido definidos como «aquellos bajos mugrosos». En los Bajos se reunía gente joven, entre ellos numerosos estudiantes de la cercana Ciudad Universitaria.
El traslado del «centro de la marcha» al barrio de Malasaña, el carácter de «ratonera» de los Bajos cuando se producían peleas y, ya en el siglo XXI, la Ley Antibotellón, que cortó en gran medida el flujo de visitantes proveniente de los botellones del Parque del Oeste provocarían que la zona de los bajos entrara en casi una completa decadencia que aún hoy en día sigue acusando.
En los 30 años de historia de este lugar para el ocio y la fiesta, los bares estuvieron funcionando con licencia de cafetería o incluso en algunos casos con una licencia que no tenía nada que ver con la hostelería. En el año 2004 la situación cambió, entró en vigor la nueva regularización que exigía a los dueños de los bares obtener una "licencia especial". Como consecuencia del incumplimiento y tras un aviso por parte del Ayuntamiento, los propietarios se vieron en la situación de o conseguir su regularización o atenerse al cierre de sus negocios.

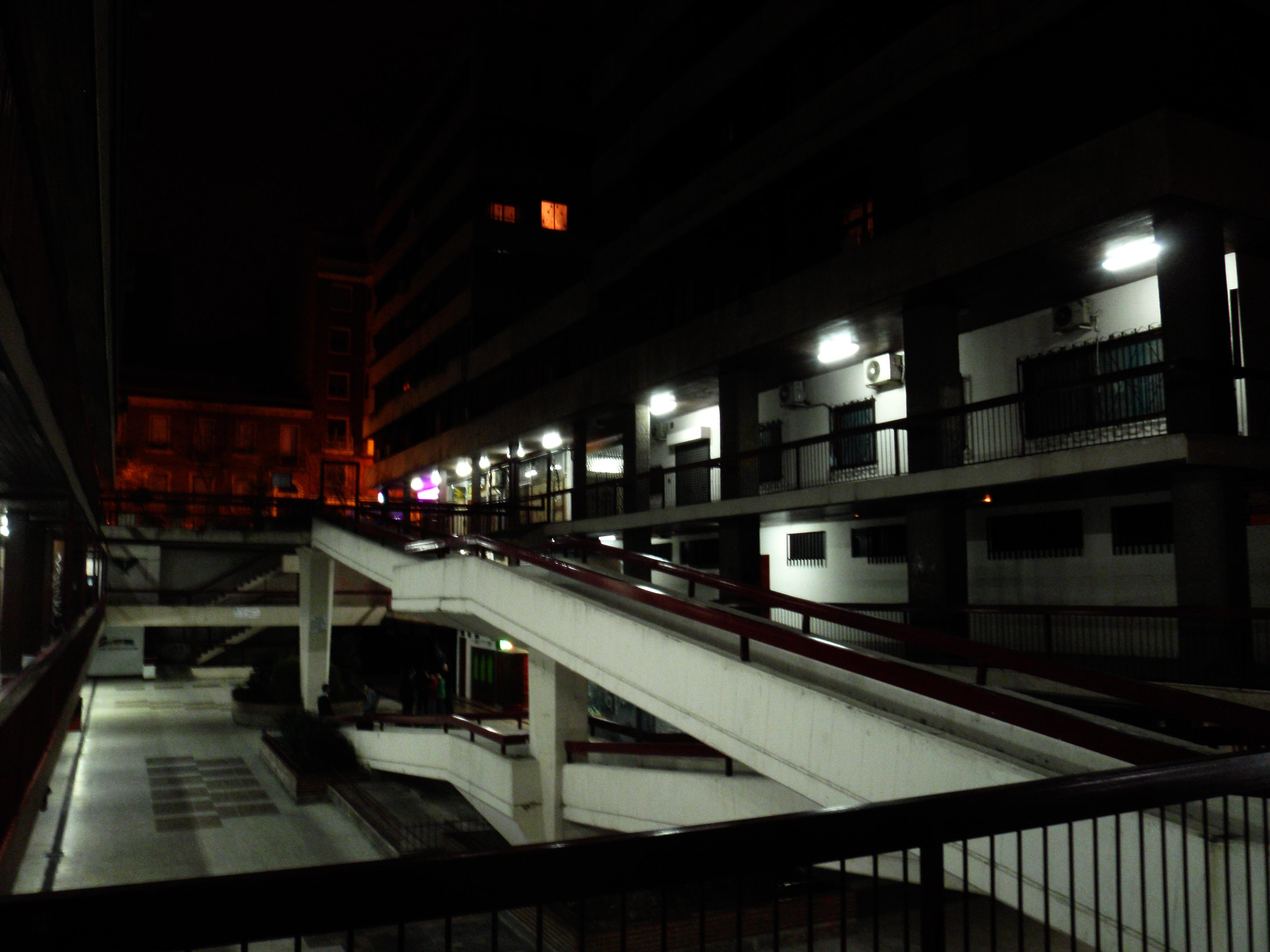
Rampas en los Bajos

Muchos fueron incapaces de hacer frente a los gastos de la regularización y tuvieron que cerrar. Así cerró el bar Anvil, y más tarde también caería el bar Hellion; ambos en el 2006. El Orion cerró varias veces, para terminar cayendo junto al Spectro y el Metalmorphosis, a pesar de conseguir su regularización cerró también por problemas entre sus últimos socios. Otros, como el también ya extinto bar LEMMY, el cual cesó su actividad de manera abrupta y por circunstancias nunca aclaradas en el verano de 2018 y el bar Tuareg, consiguieron hacer frente a dicha regularización. Se inauguraron también dos nuevos bares, el bar Tyrant, en 2006, que cogía el testigo del legendario bar Anvil, y el bar Slumber, que surgía como el portador de la música y géneros más extremos en la noche de Argüelles. Ambos bares se encuentran ya extintos también aunque el Tyrant gozaría de un breve periodo de reapertura antes de su cierre definitivo en mayo del 2014
Por los recientes acontecimientos, esta zona de Moncloa se encuentra bastante afectada debido a la presión policial continua, pero sigue siendo una zona de gran afluencia entre los aficionados al heavy metal y el rock, con un ambiente que destaca por ser pacífico y amigable, si bien es cierto que, en ciertas ocasiones, el ruido, los desperfectos y la suciedad provocados por los que acuden a esta zona de Madrid, han causado diversas molestias a los vecinos que viven en las mismas calles donde se encuentra, o bien, en las colindantes.
La forma más sencilla de acceder a dicha zona es a través de la red de Metro, (estaciones de Moncloa o Argüelles), o bien autobuses desde la zona noroeste de Madrid, con parada en el intercambiador de Moncloa. También es posible hacer uso de diversas líneas de autobuses de la EMT.
En la cultura popular, muestra de la popularidad entre la juventud de la década de 1980, la zona de bares es mencionada en la canción Chicas de colegio, de la banda madrileña Mamá.
También fue utilizado como escenario del videoclip Give me the seventies de Carlos Jean.

## Lista de bares
A continuación algunos de los bares que han cerrado(*) o que continúan abiertos(**) en los Bajos de Arguelles: Saxo (*)  Edurne (*),Trainera(*), Sin Perdón(*), Bross(*), Boxes(*), Cheaper(*), Tuareg(**), Tyrant(*), Akelarre(*), El Búho(*), Ohm(*), El Viejo Troll(*), Moe's(**), Gatuperio(**), TNT(*), La Pequeña Bety(*), Don Caimán(*), El Tanatorio(*), La Ducha(**), Hellion(*), Anvil(*), Orion(*), Spectro(*), El Talismán(*), The Sinner(**), Metalmorphosis(*),Bastard(**),Rebel Yell(*),   El Duende(**), El Barco(**), Madriz Madriz(**), Primera Toma(*), Rockola(**) Fenrir(**), Mamarrachos(*), Mololo(*), Corten Corten(*), Aga 2(*), La dama(*), El Club del Alcohol(*), Mil Copas(*) Disco Rock(**), Slumber(*), Ibiza(*), Paddy's 2(*), Espejos(*), La Luna(**), Marengo(*), Yes(*), Fox(*), Axia(*), Komo Lo Veas(*), Pipas(*), New Splash(*), Tubos(*), Krater(*), Yedra(**), Comix(*), Rebote(*), Hysteria(*), El Badulaque(**), Atenea(*), Morgan